# Хардвар
Хар(и)два́р, Гардва́р или Гурдва́р (хинди हरिद्वार भारत) — город в индийском штате Уттаракханд, административный центр округа Харидвар. Раскинувшийся на берегах Ганга, Харидвар является одним из семи основных священных городов индуизма. В переводе с хинди название города означает «ворота к Богу» (хари означает «Бог», а двар — «ворота»).
В районе Харидвара Ганг спускается с Гималаев на Индо-Гангскую равнину. Именно поэтому город получил своё древнее название — Гангадвара (санскр. गंगाद्वार) — место, в котором Ганг спускается с гор на равнину.
Согласно индуистской легенде, Харидвар является одним из четырёх мест в Индии, куда упали капли переносимого Гарудой нектара бессмертия, полученного при пахтании Молочного океана девами и асурами. 
С тех пор в этих четырёх местах (Харидвар, Удджайн, Нашик и Аллахабад) раз в три года проводится крупнейший индуистский фестиваль Кумбха-мела, на который собираются миллионы паломников и туристов со всего мира.